# Emilio Santiago
Emilio Santiago Ruiz, más conocido como Emilio Santiago (Málaga, 3 de mayo de 1890 - Madrid, 20 de abril de 1972), fue un actor español.

## Biografía
Nació en 1890 en Málaga. Siendo hijo de Emilio Santiago Gutiérrez y Dolores Ruiz. En 1909, debuta en la compañía cómica del teatro de la Comedia de Madrid. Realiza su primera aparición en el cine, en el cortometraje Aventuras de Pepín, protagonizada junto a grandes actores de teatro como Adela Carbone y Ernesto Vilches y dirigida por Francisco Oliver. En su carrera apareció en una cuarentena de películas, casi siempre en papeles secundarios.
El 20 de abril de 1972, el actor muere, en su casa de Madrid. Fue enterrado en el cementerio de la Almudena.